# Edmondthorpe
Edmondthorpe är en by i civil parish Wymondham, i distriktet Melton, i grevskapet Leicestershire i England. Edmondthorpe var en civil parish fram till 1936 när blev den en del av Wymondham. Civil parish hade 195 invånare år 1931. Byn nämndes i Domedagsboken (Domesday Book) år 1086, och kallades då Edmerestorp.